# Война единорогов
«Войнa единорогов» — испано-французский анимационный фильм 2022 года на тему милитаризма, написанный и снятый Альберто Васкесом по мотивам короткометражного фильма «Кровь единорогов», также снятого им же. Сюжет строится на фоне вооруженного конфликта между антропоморфными разноцветными плюшевыми на вид мишками и тёмными единорогами.

## Сюжет
- Легенда о начале цивилизации медведей

По сюжету в волшебном лесу единороги жили бок о бок с дикими животными. Но медведи нашли священную книгу знаний в руинах церкви. Книга позволила медведям обрести разум и сформировать свою собственную цивилизацию. Со временем медведи физически эволюционировали до формы разноцветного «плюшевого мишки». Согласно их верованиям, медведи хотели использовать в своих целях лес, но единороги выступили против них. На самом деле из-за вырубки лесов медведями единороги решили отомстить, в результате чего медведи были изгнаны из леса. Это привело к войне между медведями и единорогами, которая, по мнению медведей, закончится, когда их «избранный» выпьет кровь последнего единорога, и богоподобное существо вернется в лес.
- История

В начале маленькое дитя единорога ищет маму в лесу, попутно дружелюбно переговориваясь с другими обитателями леса. Услышав мамин зовущий голос, та бежит в разрушенный храм, наполненный дикими безмолвными обезьянами-сектантами, где там её сначала манит голосом матери, а потом нападает монстр в виде биомассы с целью поглотить.
Сержант-инструктор Карисиас обучает новый отряд новобранцев, в который входят братья Горди и Азулин. Священник внедряет в войска религиозную доктрину ненависти к единорогам. Азулин притворяется, что защищает Горди, и стремится быть самым лучшим и красивым рекрутом, надеясь когда-нибудь стать Избранным. Но он начинает затевать обиду на лучшего рекрута отряда, Коко. Началась эта ненависть во время нападения когтями на одного из соседей-новобранцев, за то что тот, в ответ на демонстративное самолюбование, громко сказал всем, что Азулин прячет морщины под глазами макияжем. Коко разнял их и ударил Азулина, когда тот не хотел успокаиваться. Азулин обещал отомстить, убегая плакать на поле, где его нашел священник, успокоил и дал книгу. После прочтения книги и легенды Азулин захотел испить кровь последнего единорога. Обида на Коко усилилась, когда тот получил самые высокие результаты по всем параметрам, обгоняя Азулина.
Он также ревновал маму к своему брату с момента их рождения, когда Горди родился первым, завоевав немного большую заботу матери. И когда их мать ушла от отца к другому мужчине, ревность Азулина стала настолько сильной, что он подсыпал яд в лимонад своей матери, убив её.
В лагере братья Азулин и Горди спали вместе. Кто-то из них намочил постель, и Горди разбудил брата. Тот посоветовал тому поменять простынь, но когда тот встал, разбудил остальных, подставив брата и приведя командира.
Лидеры лагеря отправляют войска в лес в качестве пушечного мяса как самый неподготовленный и слабый отряд во главе с Карисиасом и Священником на поиски пропавшего отряда. Отряд прощается с родными: Горди и Азулин с отцом, а Коко — с женой и ребёнком. В лесу Азулин находит светлячков, которых они собираются съесть. Священник предупреждает, что в Писании сказано не есть их, но Кариций сердито игнорирует предупреждение, посмеиваясь над религией. Светлячки оказываются галлюциногенными, и солдаты видят пугающие галлюцинации, в результате которых один из братьев-близнецов панд убивает ножом гигантскую личинку, которая оказывается его братом. Позже его находят повешенным. Затем они находят изуродованные останки членов отделения. В результате этого сержант Карисиас сходит с ума и кается, приняв веру после психологического давления священика. Вскоре после этого они натыкаются на одинокого единорога и убивают его. Но появляются другие единороги и сражаются с новобранцами, в ходе битвы все единороги умирают (трое из которых в результате самоподрыва священника), оставляя при этом в живых только Азулина, Горди и Коко. Азулин мстит Коко, припоминая то что было между ними ранее, убивает его и после пожирает его труп. От этого Горди злится на брата и перестаёт с ним общаться, вначале крича на него, где мы узнаём, что это он мочился тогда в постели. Горди оказывается успешнее в плане выживания. Найдя ягоды, они от радости мирятся, но ненадолго, ведь Азулин обнаруживает двух единорогов (маму Марию и дочку Лауру) и пытается их обеих убить. Смертельно раненная мать протыкает своим рогом того в правый глаз и скидывает со скалы в реку, нанося тому серёзные повреждения и обезабраживая всю правую половину лица.
Азулина находят в реке патрульные лагеря. Пока Азулин выздоравливает в госпитале военачальники повышают его до лейтенанта и представляют как героя, чтобы вдохновить солдат. Ему также выдают маску, закрывающую изуродованную половину его лица. Вернувшись в лес, Горди жалеет Марию и ухаживает за ней, возвращая ей здоровье.
Азулин становится настолько популярным среди солдат, что возглавляет переворот, убивая военачальников. Затем он организует армию из всех медведей в лагере для последнего массированного наступления, чтобы стереть лес с лица земли. Затем все единороги объединяются, чтобы противостоять медведям. В жестокой и длинной финальной битве погибают все медведи, кроме братьев, единороги также погибают, кроме Марии. Азулин и Горди воссоединяются, и Азулин плачет, раскаиваясь. Но когда Азулин видит, как Горди помогает Марии, его переполняет ярость, и он убивает Горди камнем, а затем режет Марию. Он пьет кровь Марии, чтобы наконец исполнить пророчество. Но тело Марии превращается в бесформенного монстра, который поглощает тело Горди, а затем Азулина. Наконец, монстр превращается в предсказанное богоподобное существо, человека. Человек возглавляет обезьян как новых правителей мира.

## Темы и алюзии
- Изгнание из рая и построение рая на земле
- Каин и Авель
- Религиозный фанатизм и религия в целом
- Милитаризм
- Геноцид
- Колоссальное внимание общества на внешнюю красоту и суждение по ней

## Кровь единорогов
Короткометражный мультфильм, на основе которого был выпущен мультфильм "Война Единорогов", повествует о том, как два брата, одноглазый Григорио с повязкой (Прототип Горди) и Моффи (Прототип Азулина), выживают в лесу, попутно охотясь на единорогов. Григорио восхищается внешностью и профессионализмом Моффи, а Моффи хоть и порицает за неухоженность и лишний вес, но заботится о Григорио. Рассказчик поясняет, что Григорио потерял глаз от рога единорога. Позже братья находят единорогов и Моффи убивает одного из них, а Григорио не решается выстрелить во второго, и тот прыгает со скалы, за что Моффи ругает Григорио позже. Стоя на краю обрыва, Григорио скидывает брата и становится человеком.

## Интересные факты
Васкес заявил, что при написании у него были три главных источника вдохновения: Апокалипсис сегодня, Бэмби и Библия.

## Критика
На Rotten Tomatoes фильм имеет рейтинг 84 %, основанный на 31 рецензии критиков со средним рейтингом 7,20 / 10, при этом консенсус критиков гласит: «Хотя юмор фильма может показаться кому-то излишне грубым, „Unicorn Wars“ — смелый удар по культурному и военному фашизму». На сайте Metacritic фильм имеет среднюю оценку 73 из 100, основанную на 7 отзывах критиков, что указывает на «в целом положительные отзывы».